# Oreste Conte
Oreste Conte (né le 19 juillet 1919 à Udine et mort le 7 octobre 1956 à Bergame) est un coureur cycliste italien. Professionnel de 1941 à 1954, il a notamment remporté 13 étapes du Tour d'Italie.

## Palmarès
- 1939
  - Coppa San Geo
  - Medaglia d'Oro Città di Monza
- 1941
  - Coppa San Geo
- 1944
  - Coppa Reggiolo
  - Coppa Bernocchi
  - 3e du Trophée Luigi Novara
- 1945
  - Medaglia d'Oro Città di Monza
  - 10e du Tour de Lombardie
- 1946
  - 11e, 16ea et 17e étapes du Tour d'Italie
  - 2e de Milan-Turin
- 1947
  - 7e et 11e étapes du Tour d'Italie
  - Milan-Modène
- 1948
  - 12e et 14e étapes du Tour d'Italie
- 1949
  - 12e et 16e étapes du Tour d'Italie
- 1950
  - 1re et 18e étapes du Tour d'Italie
  - 3e de Milan-San Remo
  - 3e de Milan-Vicence
  - 6e du Tour de Lombardie
- 1952
  - 2ea étape du Tour d'Allemagne
  - 12e étape du Tour d'Italie
  - 4e étape du Tour d'Argentine (contre-la-montre par équipes)
  - 2e de Milan-Turin
- 1953
  - 12e étape du Tour d'Italie

## Résultats sur les grands tours

### Tour d'Italie
9 participations :
- 1946 : 25e, vainqueur des 11e, 16ea et 17e étapes
- 1947 : abandon, vainqueur des 7e et 11e étapes
- 1948 : abandon, vainqueur des 12e et 14e étapes
- 1949 : 61e, vainqueur des 12e et 16e étapes
- 1950 : 64e, vainqueur des 1re et 18e étapes,  maillot rose pendant une étape
- 1951 : 43e
- 1952 : 61e, vainqueur de la 12e étape
- 1953 : 31e, vainqueur de la 12e étape
- 1954 : abandon

### Tour de France
1 participation
- 1948 : abandon (2e étape)